# Luigi Nava
Luigi Nava (Torino, 13 giugno 1851 – Alessandria, 9 luglio 1928) è stato un generale italiano.
Partecipò alle imprese coloniali italiane nel Corno d'Africa culminate nella Battaglia di Adua, dove fu ferito e preso prigioniero dagli abissini. Divenuto Tenente generale, all'atto della mobilitazione generale del 1915 fu nominato comandante della 4ª Armata, per essere destituito dal comando quattro mesi dopo l'entrata in guerra dell'Italia.

## Biografia
Nacque a Torino il 13 giugno 1851, figlio di Giacomo Antonio e di Elisabetta Salino, entrando alla Regia Accademia Militare di Artiglieria e Genio di Torino il 22 settembre 1867, per uscirne con il grado di sottotenente dello Stato maggiore dell'artiglieria nel luglio 1870. Venne promosso tenente il 25 luglio 1872 e prestò servizio nel 3º Reggimento artiglieria da campagna, dove diventò aiutante maggiore in 2ª. Nel 1874 iniziò a frequentare la Scuola di guerra di Torino, per gli incarichi di Stato maggiore, da dove uscì nel 1877. Promosso capitano nell'agosto 1878, transitò nel Corpo di Stato maggiore e prestò servizio prima nella Divisione di Alessandria e quindi nel comando del  III Corpo d'armata. Divenne maggiore nell'ottobre 1885, prestando servizio come comandante di battaglione nel 4º Reggimento di fanteria "Piemonte".

### Le campagne d'Africa
Dopo la battaglia di Dogali, combattuta il 26 gennaio 1887, che terminò con la sconfitta italiana, il nuovo capo del governo Francesco Crispi, decise di continuare le ostilità inviando un corpo di spedizione di 20.000 uomini, di cui egli divenne addetto al comando del corpo speciale, quale Capo di stato maggiore delle truppe d'Africa. A partire dall'ottobre dello stesso anno partecipò ad alcune operazioni belliche nell'ambito della prima guerra d’Africa, tra cui la rioccupazione del forte di Saati, come comandante del battaglione bersaglieri appartenente al 1º Reggimento "Cacciatori d'Africa".
Tornò in Italia nel maggio 1888 per prestare servizio dapprima presso il XII, e poi presso il IX Corpo d'armata. Nel novembre 1889 fu promosso tenente colonnello, prestando servizio come Capo di stato maggiore della Divisione di Milano.
Nel maggio 1890 ritornò in Eritrea come tenente colonnello di stato maggiore, agli ordini del generale Alessandro Asinari di San Marzano, partecipando alla campagna del 1890-91 quale ufficiale addetto al governatore. Rientrò in Italia nell'aprile 1892 per essere promosso colonnello il 23 novembre 1893. Nel gennaio 1894 divenne comandante del 40º Reggimento di fanteria "Bologna", allora di stanza a Milano. Ritornò in Eritrea in tempo per partecipare alla guerra di Abissinia assegnato, come comandante del 5º Reggimento fanteria d'Africa, alla III Brigata del generale Giuseppe Ellena. Raggiunse il teatro di operazioni il 12 gennaio 1896, in tempo per prendere parte alla battaglia di Adua, dove cercò invano di sbarrare la strada all'avanzata avversaria con una Compagnia di alpini e il 16º Battaglione del 5º Reggimento fanteria. Ferito da un colpo di lancia venne fatto prigioniero da Ras Mangascià, che prima di rilasciarlo gli riservò un trattamento di favore. Per la sua azione ad Adua ottenne la Croce di Cavaliere dell'Ordine militare di Savoia.
Nel dicembre 1897 divenne Aiutante di campo onorario di S.M. Re Umberto I. Terminato il periodo al servizio del Re, tornò presso lo Stato maggiore, prestando servizio per tre anni come addetto militare all'Ambasciata italiana di Vienna. Il 19 aprile 1900 fu elevato al rango di maggiore generale, per assumere quindi, dopo un mese, il comando della Brigata "Acqui", che mantenne fino al settembre 1906. Assunse poi il comando della Scuola militare di Modena, e il 10 aprile 1907 fu elevato al rango di tenente generale. Nel biennio 1909-10 ebbe il comando della 15ª Divisione a Firenze, e dal 30 settembre 1910, dell'XI Corpo d'armata a Bari. Dal 17 dicembre 1911 al 1º ottobre 1914 fu comandante del VI Corpo d'armata a Bologna, e il 30 agosto ricevette la designazione di eventuale comandante d'armata in caso di guerra, forte della stima di Giovanni Giolitti.

### La prima guerra mondiale
Con l'entrata in guerra del Regno d'Italia, il 24 maggio 1915, assunse il comando della 4ª Armata, avente Quartier generale a Vittorio Veneto, che schierava le proprie forze dal Passo Cereda al Monte Peralba (sorgenti del Piave) su un fronte di circa 75 km. Essa, negli intenti del generale Luigi Cadorna, comandante supremo del Regio Esercito, doveva passare all'offensiva generale iniziando con l'espugnazione dei forti di Sexten, Landro e Valparola, dando all'azione spiccato carattere di vigore. Il primo obbiettivo delle operazioni doveva esser quello di impadronirsi alla destra del nodo di Toblach e alla sinistra dei colli circostanti al gruppo montuoso del Sella.
La sua armata non riuscì a realizzare le aspettative, ed egli si segnalò, anzi, come il più attendista dei comandanti d'armata italiani. Alla fine del giugno 1915 chiese l'esonero del sottoposto generale Pietro Marini, la cui colpa era di aver occupato imprudentemente la selletta del Sasso di Stria e Cadorna, che non condivideva la stima di cui il suo sottoposto era pressoché unanimemente accreditato, accettò la richiesta. Tuttavia il 25 settembre dello stesso anno Cadorna esonerò anche lui, sostituendolo con il generale Mario Nicolis di Robilant.
La motivazione ufficiale fu che: nei primi quindici giorni di operazioni non ha agito con prontezza ed energia, sfruttando la sua superiorità di forze, e ha esercitato il comando con insufficiente decisione. Nel 1916 gli fu affidata la Presidenza della Commissione sanitaria centrale, che mantenne fino al febbraio 1917. Dal 1º marzo dello stesso anno fu collocato in posizione di servizio ausiliario. Nell'aprile 1918 chiese, invano, al nuovo comandante supremo dell'esercito, generale Armando Diaz, di essere riammesso al comando di un'unità mobilitata. La cosa si rivelò, però, quasi impossibile visto l'incarico precedentemente svolto, e la mancanza di comandi d'armata disponibili a fronte dell'abbondanza di aspiranti a guidarle.

### Le memorie scritte nel dopoguerra
Nel giugno 1919 lasciò il servizio attivo, transitando nella riserva e dedicandosi alla stesura di due volumi di memorie, cui affidò la difesa del proprio operato, in particolare contro le accuse mossegli dal generale Luigi Capello, che gli imputava l'eccessivo ritardo nelle operazioni d'attacco della 4ª armata e di non aver occupato la conca di Cortina d'Ampezzo prima del 13º giorno di guerra. Alle accuse egli rispose argomentando il ritardo e l'insufficienza numerica del parco d'artiglieria d'assedio che gli era stato messo a disposizione, senza il quale era criminosamente velleitario affrontare le opere permanenti e le difese campali approntate dagli austriaci in Cadore e nell'Ampezzano.
I due volumi, come altri scritti polemici di generali esonerati durante la prima guerra mondiale, non ebbero molta diffusione. Il 2 giugno 1921 fu definitivamente collocato a riposo per anzianità di servizio e iscritto nei ruoli della riserva, dove nel novembre 1924 gli giunse la nomina a generale d'armata, con anzianità dal 1º febbraio dell'anno precedente. Due anni dopo riuscì ad avere anche la parziale revisione del suo provvedimento di esonero, che gli riconosceva il servizio attivo dal 1º marzo 1917 all'11 giugno 1919. Si spense ad Alessandria il 9 luglio 1928.

## Pubblicazioni
- L'armata sarda nella giornata del 24 giugno 1859, Voghera, 1907. (ristampato in ediz. anastatica, s.l. 2010)
- Il combattimento di Montebello, 20 maggio 1859, Modena, 1909.
- Le giornate di Custoza. Campagna di guerra del 1848. Estratto da memorie storico-militari, Città di Castello 1911.
- Contronote di guerra, Raselli, Cherasco, 1920.
- Operazioni militari della 4ª Armata nei primi quattro mesi della campagna di guerra 1915, Raselli, Cherasco, 1922.

### Annotazioni
1. ↑  Aveva diciannove anni e si classificò nono nella graduatoria, dopo tre anni di studi che non l'avevano mai visto realmente primeggiare.
2. ↑  Nello stesso anno fu nominato segretario della commissione per l'esame delle proposte di ricompensa al Valor militare e transitò, alla fine dello stesso anno, al comando del Corpo di Stato maggiore.
3. ↑  Si trattava della III Brigata di fanteria coloniale, 4º e 5º Reggimento, al comando del generale Giuseppe Ellena, un ufficiale proveniente dall'artiglieria.
4. ↑  Si trattava della 4ª Compagnia del I Battaglione Alpini d'Africa al comando del capitano Pietro Cella.
5. ↑  Massimo grado della gerarchia militare dell'epoca, la cui nomina divenne effettiva a decorrere dal 1º ottobre successivo.

### Fonti
1. 1 2 3 4  Pelagalli 2011, p. 19.
2. ↑  Montanari 2000, p. 42.
3. ↑  Montanari 2000, p. 39.
4. ↑  Montanari 2000, p. 40 , nuovo ministro della guerra divenne il generale Ettore Bertolè Viale.
5. ↑  Montanari 2000, p. 40.
6. ↑  Montanari 1996, p. 7.
7. ↑  Montanari 1996, p. 5.
8. ↑  Montanari 1996, p. 10.
9. 1 2 3  Gazzetta Ufficiale del Regno d'Italia n.65, del 19 marzo 1898, p.973.
10. ↑  Regio Decreto dell'11 marzo 1898.
11. ↑  Cadorna 1921, p. 92.
12. ↑  Cadorna 1921, p. 132 , secondo le direttive del 1º aprile, la 4ª armata avrebbe dovuto prendere decisamente l'offensiva e raggiungere il nodo di Toblach.
13. 1 2  Cadorna 1921, p. 100.
14. ↑  Cadorna 1921, p. 131.
15. ↑  Contronote di guerra, e Operazioni militari della 4ª Armata nei primi quattro mesi della campagna di guerra 1915.